# Catasticta bithys
Catasticta bithys is een vlindersoort uit de familie van de witjes (Pieridae), onderfamilie Pierinae.
De wetenschappelijke naam van de soort werd in 1831 gepubliceerd door Hübner.